# Mark Ambor
Mark Gregory Damboragian, (Pleasantville, 4 de diciembre de 1997) más conocido por su nombre artístico de Mark Ambor, es un músico y cantante estadounidense de origen armenio. En 2024 lanzó su sencillo Belong Together que se hizo viral en TikTok.

## Carrera

### 2019-2022: inicios de carrera y primeros EP
Lanzó su sencillo debut «Fever» en abril de 2019. En septiembre de 2019 se lanzó un EP Colorful. Mimi Loughlin de Fairfield Mirror dijo que «está claro que tiene afinidad por crear canciones pegadizas y musicalmente alegres que lleguen al centro de las emociones de los oyentes».
En octubre de 2020, lanzó el sencillo «It's Us Again» y en septiembre de 2021, lanzó «The Long Way». A esto le siguió «»Company» en noviembre de 2021, «Waves» en marzo de 2022, «Hair Toss, Arms Crossed» en abril de 2022 y «Don't You Worry» en julio de 2022.
En septiembre de 2022, lanzó el EP Hello World, al que llamó su «EP debut». 

### 2023-presente:Rockwood
«Curls in the Wind» se lanzó en julio de 2023. A esto le siguieron «Good to Be» en octubre de 2023 y» «I Hope It All Works Out» en noviembre de 2023.
En febrero de 2024, lanzó «Belong Together», sencillo que debutó en el puesto 167 en la lista Billboard Global 200 fuera de EE. UU. con 8,2 millones de reproducciones fuera de EE. UU., y en el puesto 88 en el Canadian Hot 100. El sencillo se ubicó en el puesto 87 en la lista Billboard Hot 100 con 7 millones de reproducciones en Estados Unidos. El sencillo llegó al número uno en los Países Bajos en julio de 2024 (Top 40 holandés).
En junio de 2024, anunció el lanzamiento de su álbum de estudio debut Rockwood, que se lanzó el 16 de agosto de 2024.